# Goldfinger (Band)
Goldfinger ist eine Punk-Band aus Los Angeles, Kalifornien, die 1993 gegründet wurde.

## Bandgeschichte
Ihr Debütalbum Goldfinger wurde 1996 veröffentlicht und stürmte innerhalb kürzester Zeit die Chartlisten amerikanischer College- und Indie-Radios. Mit ihrem zweiten Album Hang-Ups versuchten die Kalifornier an den Erfolg von Goldfinger anzuknüpfen, was ihnen aber nicht ganz gelang. Die dritte Platte Stomping Ground jedoch erreichte wieder das Niveau ihres Debütalbums. Um dieses Album zu promoten, tourten Goldfinger 2000 mit der Bloodhound Gang (als deren Vorband) unter anderem durch Deutschland. Zum Song Counting the Days drehte die Punk-Band ein Musikvideo, in dem die deutsche Pornodarstellerin Gina Wild mitwirkt. Nach dem Labelwechsel zu Jive/Zomba und personellen Veränderungen veröffentlichte Goldfinger 2002 ihr Album Open Your Eyes. Zwei Monate später tourten sie als Vorband von Mest durch Nordamerika.
Die Songs Superman und Spokesman sind auch in Tony Hawk’s Skateboarding bzw. Tony Hawk’s Pro Skater 4 auf Sony PlayStation, Nintendo 64, Nintendo GameCube und Sega Dreamcast zu hören, Superman außerdem auch im Film Kingpin. Ihre Coverversion des Songs 99 Luftballons von Nena ist Bestandteil des Soundtracks in Gran Turismo. 99 Red Balloons hört man auch in den Filmen Nicht noch ein Teeniefilm und Eurotrip, ihr Cover von The Spiral Starecases More Today Than Yesterday spielt während des Abspanns von Waterboy – Der Typ mit dem Wasserschaden.

## Stil
Mit dem Labelwechsel und der Veröffentlichung des Albums Open Your Eyes thematisierte Goldfinger zunehmend auch politische und Tierschutz-Themen. Der Frontmann John Feldmann ist seit der Gründung der Band Veganer und Aktivist der Tierschutzorganisation PETA. 

## Diskografie

### Studioalben
| Jahr | Titel Musiklabel                                   | Höchstplatzierung, Gesamtwochen, AuszeichnungChartplatzierungen (Jahr, Titel, Musiklabel, Platzierungen, Wochen, Auszeichnungen, Anmerkungen) | Höchstplatzierung, Gesamtwochen, AuszeichnungChartplatzierungen (Jahr, Titel, Musiklabel, Platzierungen, Wochen, Auszeichnungen, Anmerkungen) | Höchstplatzierung, Gesamtwochen, AuszeichnungChartplatzierungen (Jahr, Titel, Musiklabel, Platzierungen, Wochen, Auszeichnungen, Anmerkungen) | Anmerkungen                             |
| Jahr | Titel Musiklabel                                   | DE | AT | CH | Anmerkungen                             |
| ---- | -------------------------------------------------- | --- | --- | --- | --------------------------------------- |
| 1996 | Goldfinger Universal Records                       | — | — | US110 (14 Wo.)US | Erstveröffentlichung: 27. Februar 1996  |
| 1997 | Hang-Ups Universal Records                         | — | — | US85 (4 Wo.)US | Erstveröffentlichung: 9. September 1997 |
| 2000 | Stomping Ground Mojo Records                       | DE46 (4 Wo.)DE | AT37 (6 Wo.)AT | US109 (2 Wo.)US | Erstveröffentlichung: 28. März 2000     |
| 2002 | Open Your Eyes Mojo Records/Jive Records           | — | — | US136 (1 Wo.)US | Erstveröffentlichung: 21. Mai 2002      |
| 2005 | Disconnection Notice Maverick Records/Warner Bros. | — | — | — | Erstveröffentlichung: 15. Februar 2005  |
| 2008 | Hello Destiny SideOneDummy Records                 | — | — | — | Erstveröffentlichung: 22. April 2008    |
| 2017 | The Knife Rise Records                             | — | — | — | Erstveröffentlichung: 21. Juli 2017     |
| 2020 | Never Look Back Big Noise                          | — | — | — | Erstveröffentlichung: 4. Dezember 2020  |

### Livealben
- 1999: Darrin’s Coconut Ass: Live (Mojo Records)
- 2001: Foot In Mouth (Mojo Records)
- 2004: Live at the House of Blues (Kung Fu Records)

### Kompilationen
- 2005: The Best of Goldfinger (Mojo / Jive Legacy)

### EPs
- 1995: Richter (Mojo Records)
- 2000: Ted Nugent (Mojo Records)
- 2018: Christmas EP (Big Noise)

### Singles
| Jahr | Titel Album                        | Höchstplatzierung, Gesamtwochen, AuszeichnungChartplatzierungen (Jahr, Titel, Album, Platzierungen, Wochen, Auszeichnungen, Anmerkungen) | Höchstplatzierung, Gesamtwochen, AuszeichnungChartplatzierungen (Jahr, Titel, Album, Platzierungen, Wochen, Auszeichnungen, Anmerkungen) | Höchstplatzierung, Gesamtwochen, AuszeichnungChartplatzierungen (Jahr, Titel, Album, Platzierungen, Wochen, Auszeichnungen, Anmerkungen) | Höchstplatzierung, Gesamtwochen, AuszeichnungChartplatzierungen (Jahr, Titel, Album, Platzierungen, Wochen, Auszeichnungen, Anmerkungen) | Anmerkungen                |
| Jahr | Titel Album                        | DE | CH | UK | US | Anmerkungen                |
| ---- | ---------------------------------- | --- | --- | --- | --- | -------------------------- |
| 2000 | 99 Red Balloons Stomping Ground    | DE39 (10 Wo.)DE | CH81 (4 Wo.)CH | — | US— GoldUS | Erstveröffentlichung: 2000 |
| 2002 | Open Your Eyes                     | — | — | UK75 (2 Wo.)UK | — | Erstveröffentlichung: 2002 |
| 2002 | Spokesman / Tell Me Open Your Eyes | — | — | UK81 (1 Wo.)UK | — | Erstveröffentlichung: 2002 |

Weitere Singles
- 1996: Here in Your Bedroom
- 1996: Mable
- 1996: Pictures
- 1997: This Lonely Place
- 1997: My Head
- 1998: Seems Like Yesterday
- 1998: More Today Than Yesterday
- 1998: Superman (US: Gold)
- 2000: Counting the Days
- 2005: Wasted
- 2005: I Want
- 2005: Stalker
- 2008: One More Time
- 2017: Put the Knife Away
- 2020: Wallflower
- 2025: Freaking Out A Bit (feat. Mark Hoppus)